# Navas de Oro (kommunhuvudort)
Navas de Oro är en kommunhuvudort i Spanien.   Den ligger i provinsen Provincia de Segovia och regionen Kastilien och Leon, i den centrala delen av landet, 110 km nordväst om huvudstaden Madrid. Navas de Oro ligger 808 meter över havet och antalet invånare är 1 435.
Terrängen runt Navas de Oro är platt. Runt Navas de Oro är det glesbefolkat, med 20 invånare per kvadratkilometer. Närmaste större samhälle är Iscar, 20,0 km norr om Navas de Oro. 